# Esownica

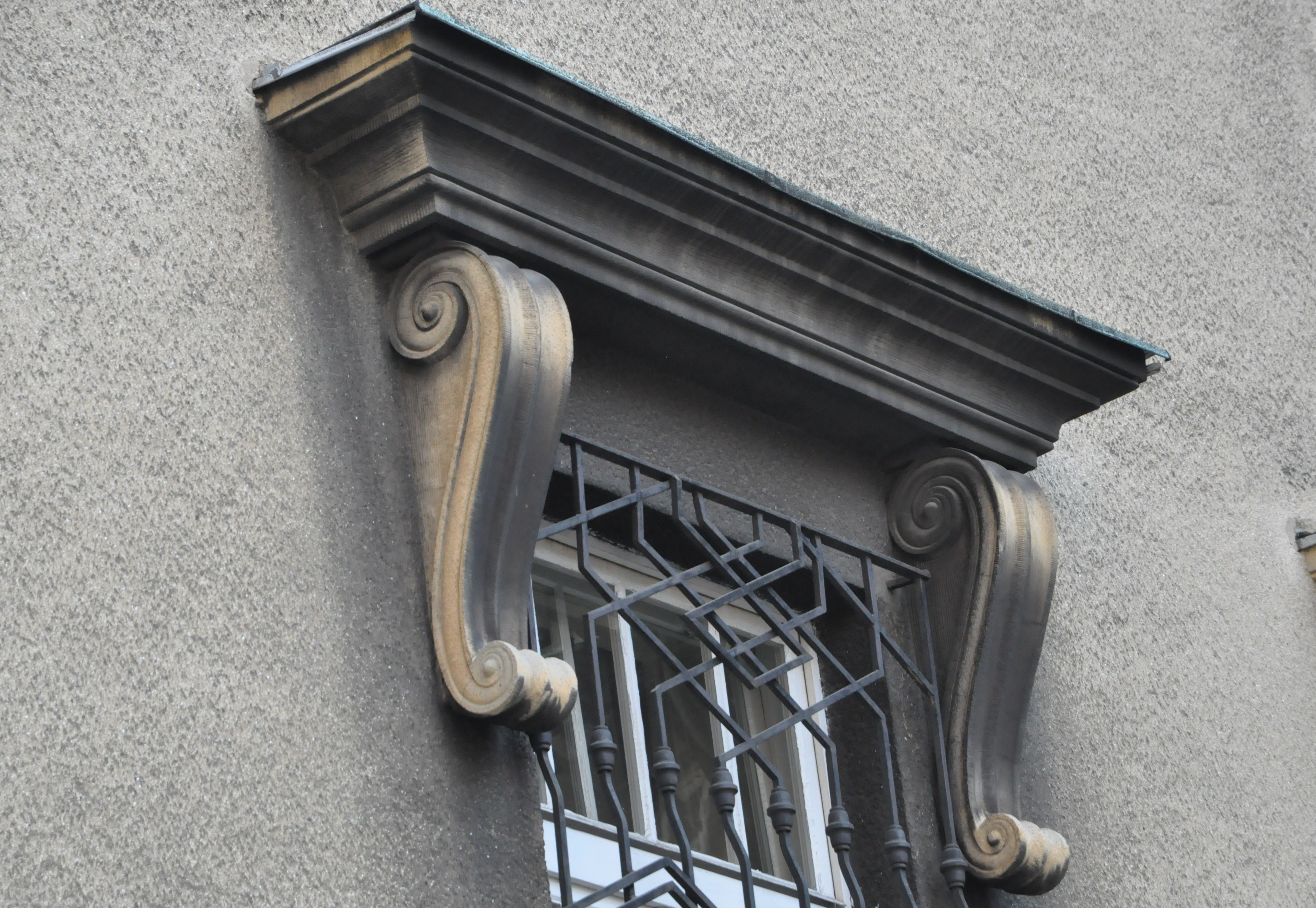
Esownice na wspornikach podtrzymujących gzyms nadokiennny

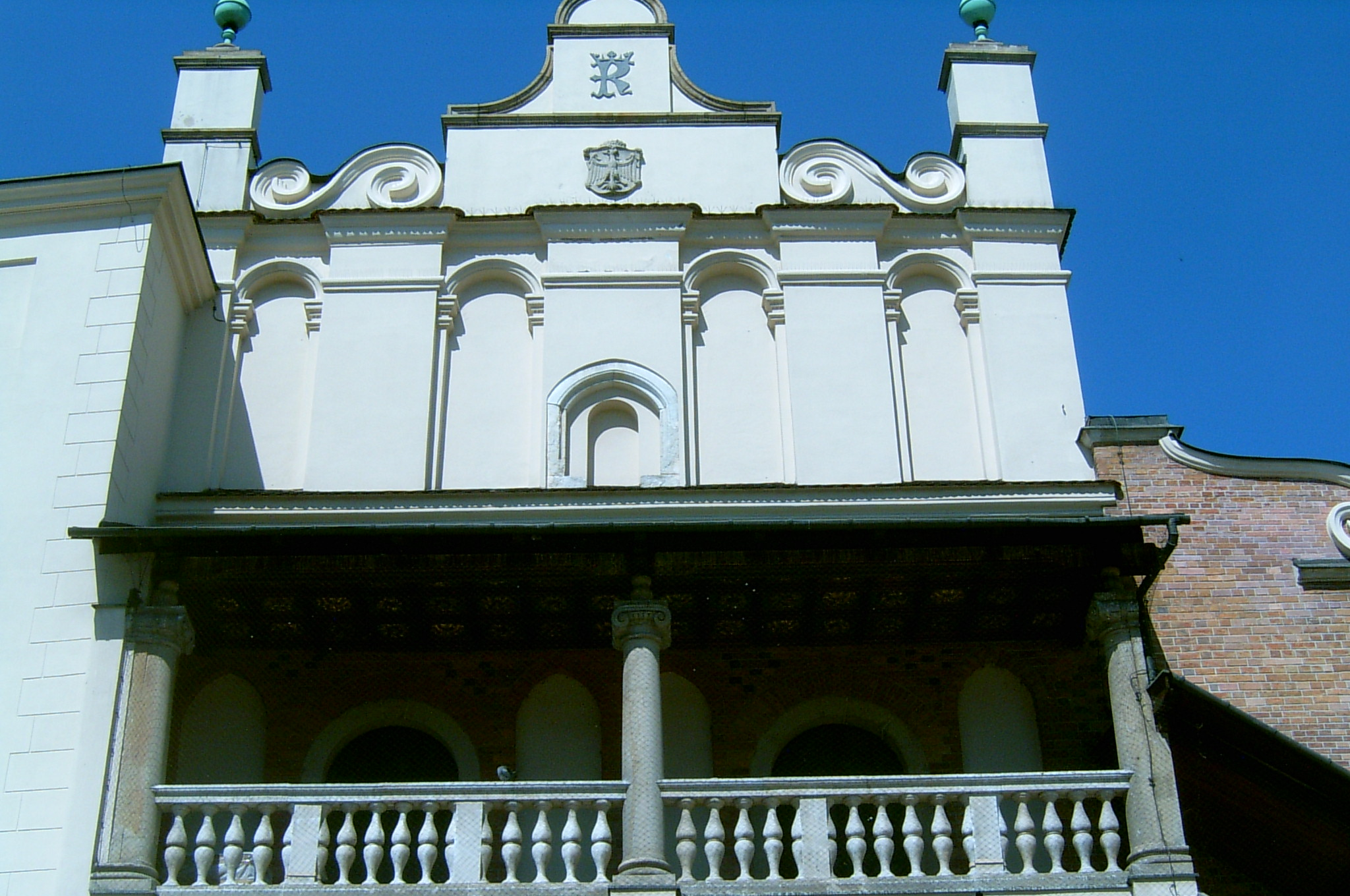
Attyka ozdobiona esownicami

Esownica (woluta podwójna) – element dekoracji architektonicznej występujący w starożytnym Rzymie, renesansie i baroku. 
Motyw złożony jest z dwóch (najczęściej jednej mniejszej i drugiej większej) wolut na kształt litery "S". Ze względu na dwie woluty zwany jest również wolutą podwójną. Umieszczany na wspornikach podtrzymujących np. balkony, gzymsy, ganki oraz na portalach, zwieńczeniach okien, w attykach. Szczególna forma esownicy występuje w spływach wolutowych zdobiących w okresie renesansu szczyty naw głównych w bazylikach. W architekturze polskiej jeden z najczęściej występujących motywów grzebieni attyk renesansowych.